# Hexatoma (Eriocera) nitidiventris
Hexatoma (Eriocera) nitidiventris is een tweevleugelige uit de familie steltmuggen (Limoniidae). De soort komt voor in het Oriëntaals gebied.